# Liste der Stolpersteine im Landkreis Sigmaringen

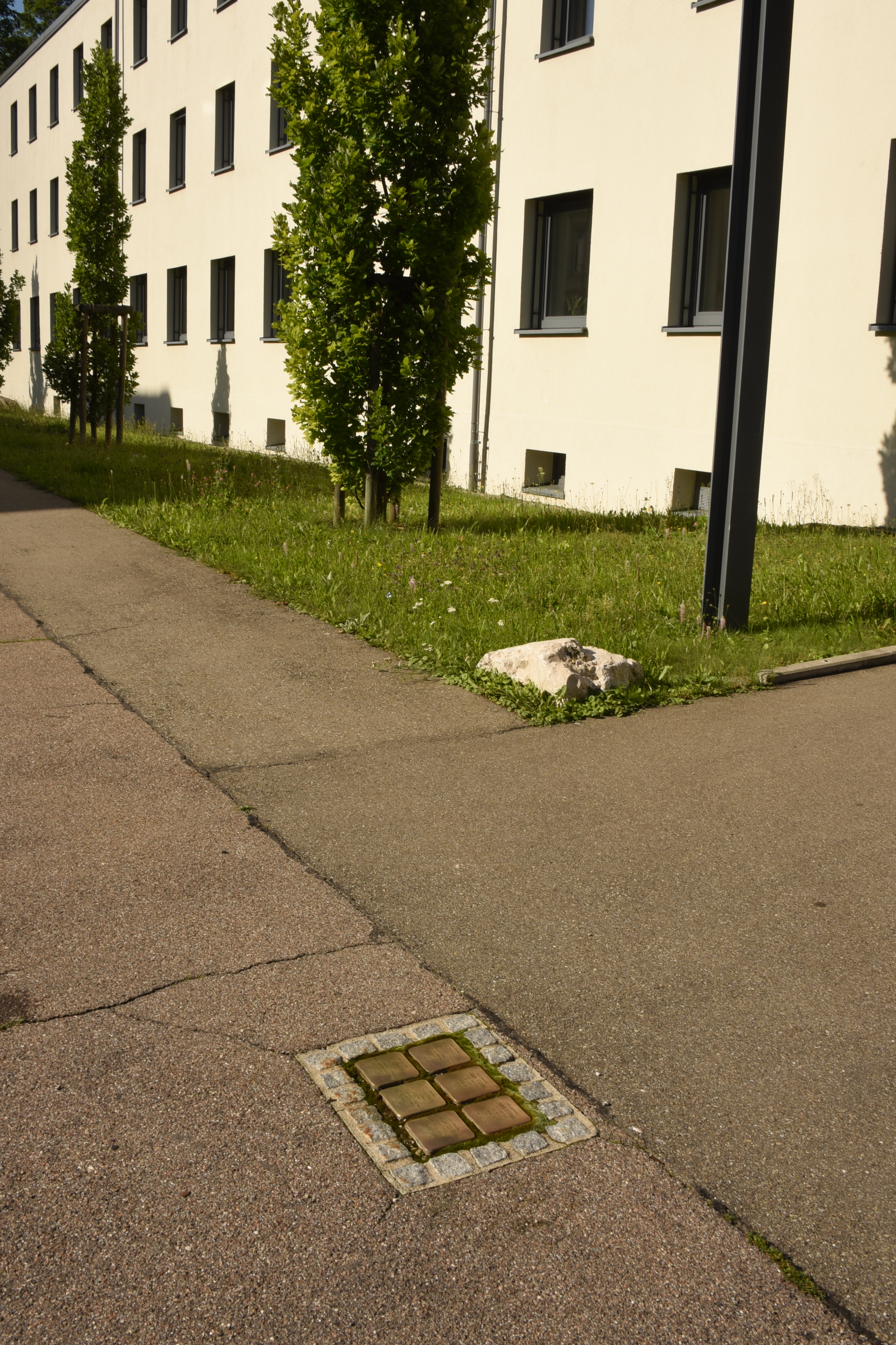
Stolpersteine in Sigmaringen

Die Liste der Stolpersteine im Landkreis Sigmaringen enthält die Stolpersteine, die im Rahmen des gleichnamigen Kunstprojekts von Gunter Demnig im Landkreis Sigmaringen verlegt wurden. Auf der Oberseite der Betonquader mit zehn Zentimeter Kantenlänge ist eine Messingtafel verankert, die Auskunft über Namen, Geburtsjahr und Schicksal der Personen gibt, derer gedacht werden soll. Die Steine sind in der Regel in den Bürgersteig vor den ehemaligen Wohnhäusern der Opfer der nationalsozialistischen Gewaltherrschaft eingelassen. Mit ihnen soll Opfern des Nationalsozialismus gedacht werden, die hier lebten und wirkten.
Die erste Verlegung in diesem Landkreis erfolgte am 8. April 2005 in Pfullendorf.

## Verlegte Stolpersteine

### Pfullendorf
In Pfullendorf wurde am 8. April 2005 ein Stolperstein verlegt.
| Stolperstein | Inschrift                                                     | Verlegeort                 | Name, Leben |
| ------------ | ------------------------------------------------------------- | -------------------------- | --- |
|              | HIER GEHENKT JAN KOBUS JG. 1913 KRIEGSGEFANGENER TOT 5.4.1941 | Mühlensteigle/Zum Eichberg | Jan Kobus war polnischer Staatsbürger und völkerrechtswidrig als Kriegsgefangener in Deutschland zur Zwangsarbeit eingeteilt. Er wurde 1913 geboren. Er arbeitete auf einem Bauernhof in Ruschweiler und lernte dort eine 20-jährige Deutsche kennen. Es ergab sich eine Liebesbeziehung, das Paar bekam ein Kind. Jan Kobus wurde wegen sogenannter „Rassenschande“ vor Gericht gestellt, zum Tode verurteilt und am 5. April 1941 im damaligen Gewann Sieben Linden außerhalb der Stadt gehängt. Aus der Umgebung wurden alle polnischen Kriegsgefangenen und Zwangsarbeiter zusammengetrieben und mussten unter militärischer Bewachung der Hinrichtung beiwohnen. Dies war als Abschreckungsmaßnahme gedacht. Treibende Kraft hinter dieser Tat war der Apotheker und überzeugte Nazi Gustav Ruck, Vater des späteren Bürgermeisters und Ehrenbürgers Hans Ruck. Er war Mittelsmann des Sicherheitsdienstes und wollte sich hervortun. Die Hinrichtung verlief nicht ohne Widerstand der Bevölkerung. Eigentlich hätte Kobus an einer anderen Stelle gehängt werden sollen, doch der Wirt des Gasthauses, vor dem die Tat stattfinden sollte, drohte, den Baum vorher zu fällen. Gustav Ruck wurde nach dem Ende des Kriegs als „minderbelastet“ eingestuft. Nach dem Untergang des NS-Regimes errichteten frühere polnische Zwangsarbeiter an der Mordstätte einen Gedenkstein, der von einem polnischen Steinmetz gestaltet worden war. Dieser Gedenkstein trägt Inschriften in Deutsch, Polnisch und Französisch. In den frühen 1960er Jahren wurde der Stein in den Alten Friedhof von Pfullendorf versetzt, wo er aufgrund „ewigen Bleiberechts“ bis heute steht. |

### Sigmaringen
In Sigmaringen wurden am 16. Mai 2012 sechs Stolpersteine an einer Anschrift verlegt.
| Stolperstein | Übersetzung | Verlegeort    | Name, Leben                 |
| ------------ | --- | ------------- | --------------------------- |
|              | HIER WOHNTE ANNA FRANK GEB. RIESER JG. 1889 FLUCHT 1938 USA ÜBERLEBT                                            | Karlstraße 31 | Anna Frank, geborene Rieser |
|              | HIER WOHNTE EMMA FRANK GEB. RIESER JG. 1887 FLUCHT 1938 USA ÜBERLEBT                                            | Karlstraße 31 | Emma Frank, geborene Rieser |
|              | HIER WOHNTE KURT FRANK JG. 1911 GEDEMÜTIGT / BEDROHT UNIVERSITÄT VERLASSEN 1933 FLUCHT 1938 USA ÜBERLEBT        | Karlstraße 31 | Kurt Frank                  |
|              | HIER WOHNTE SIEGFRIED FRANK JG. 1879 GEDEMÜTIGT / ENTRECHTET ENTEIGNET FLUCHT 1938 USA ÜBERLEBT                 | Karlstraße 31 | Siegfried Frank             |
|              | HIER WOHNTE WERNER FRANK JG. 1913 FLUCHT 1935 USA ÜBERLEBT                                                      | Karlstraße 31 | Werner Frank                |
|              | HIER WOHNTE LISA HEYMAN GEB. FRANK JG. 1918 GEDEMÜTIGT / BEDROHT SCHULE VERLASSEN 1935 FLUCHT 1938 USA ÜBERLEBT | Karlstraße 31 | Lisa Heyman, geborene Frank |

### Stetten am kalten Markt
Auf dem Areal der Alb-Kaserne in Stetten am kalten Markt wurde am 2. November 2019 ein Stolperstein verlegt.
| Stolperstein | Übersetzung | Verlegeort                    | Name, Leben |
| ------------ | --- | ----------------------------- | --- |
|              | HIER ERMORDET SALOMON 'SIMON' LEIBOWITSCH JG. 1885 MITGLIED / KPD 'SCHUTZHAFT' 1933 GEFÄNGNIS MOSBACH SEPT. 1933 HEUBERG GEFOLTERT TOT 9.9.1933 | Gebäude 21 des Lagers Heuberg | Salomon Leibowitsch, genannt Simon, wurde am 22. April 1885 in Ananioff in der Ukraine geboren. Er trat 1925 in die KPD ein, wurde am 10. März 1933 verhaftet und in das Mosbacher Gefängnis gebracht. Am 8. September verbrachte man ihn in das Lager Heuberg und folterte ihn auf Anordnung des Kommandanten. Er wurde am 9. September 1933 nach Folterungen am Vortag durch zwei SA-Männer im Gebäude 21 des Lagers Heuberg ermordet. In der Einladung zur Verlegung stand: Salomon Leibowitsch sei der einzige Häftling, für den eine direkte Ermordung auf dem Heuberg nachgewiesen werden konnte. |

### Verlegedaten
Die Stolpersteine des Landkreises wurden vom Künstler persönlich an folgenden Tagen verlegt:
- 8. April 2005: Pfullendorf
- 16. Mai 2012: Sigmaringen
- 2. November 2019: Stetten am kalten Markt